# Pseudophilautus dilmah
Pseudophilautus dilmah é uma espécie de anfíbio anuro da família Rhacophoridae. Está presente no Sri Lanka. A UICN classificou-a como em perigo crítico.